# Citroën TUB
Les TUB (Traction Utilitaire de type B) ou (Traction Utilitaire Basse - comme tous les véhicules utilitaires conçus à cette époque, il utilise une plate-forme basse alors qu'avant c'était des petits camions à cabine haute) et TUC (Traction Utilitaire de type C) de Citroën étaient des camionnettes légères dérivées de la Traction Avant et produits par Citroën de 1939 à 1941. Le TUB est le premier véhicule utilitaire équipé d'une porte coulissante latérale et d'un plancher de charge plat aussi bas que possible.

Environ 100 exemplaires ont été transformés par Fenwick en 1941-1942 en intégrant un moteur électrique sous les appellations Cittub puis Urbel.

## Histoire
En 1935, Citroën comprend qu'il manque, dans le marché des utilitaires, un vrai véhicule à traction avec une charge utile comprise entre 500 et 850 kg pour remplacer les Citroën Rosalie utilitaires 7 UA et 11 UA. Pour la version « 500 kilos », on se contente de dériver une version commerciale de la Traction 11 B familiale, pour la version « 850 kilos » il en va tout autrement.
À l'été 1936, Pierre Boulanger, futur P-DG de Citroën, se voit remettre un épais dossier constitué de photos, croquis, statistiques et descriptions précises de l'utilisation de ces utilitaires en tournées de porte-à-porte. Il ressort de cette enquête que les utilisateurs ont besoin d'un véhicule : 
- 1) à cabine avancée,
- 2) dans lequel on peut se tenir debout,
- 3) permettant d'accéder à l'arrière depuis le poste de conduite,
- 4) avec une porte latérale côté trottoir, pour faciliter les opérations de chargement/déchargement.

En automne 1937, le bureau d'études achève le premier prototype roulant d'un nouveau véhicule utilitaire ne ressemblant à rien de connu. Le 12 mai 1939, les services des mines examinent un utilitaire baptisé 7-T série U, portant le numéro de châssis 900 000 et équipé du moteur TB 00 032. Le TUB est né, il doit son nom à l'abréviation de « Traction Utilitaire Basse ».
Le TUB emprunte le moteur quatre cylindres de 35 ch de la 7C (9 CV), placé en porte-à-faux à l'avant. Le châssis est constitué de deux longerons contre-coudés ; le plancher avant est assez haut pour loger la mécanique et permettre l'agencement d'une cabine avancée ; un plancher de charge le plus bas possible (seuil de chargement de 42 cm) permettant à un homme de se tenir debout (hauteur intérieure de 1,75 mètre) ; la porte latérale est coulissante, une nouveauté fondamentale en matière d'utilitaire léger. La carrosserie est très simple, la fabrication en est confiée au carrossier Fernand Genève.

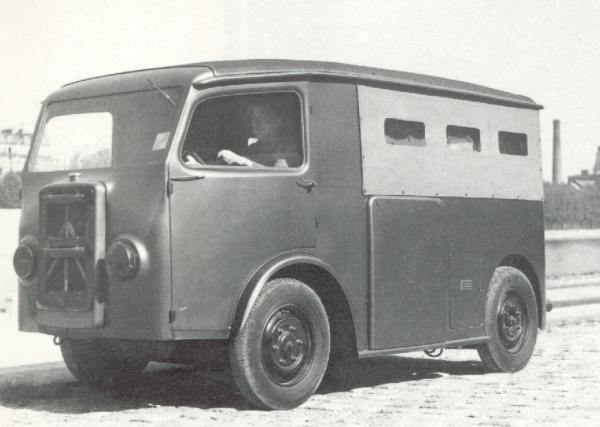
Le Citroën TUB

Sur les deux côtés à l'arrière, on trouve des rideaux en toile de bâche percés de fenêtres en matière transparente souple. Celui de droite est fixé à demeure, celui de gauche peut-être roulé et relevé jusqu'à la gouttière de toit. Une fois l'auvent ouvert, on accède à un volume utile de plus de 6 m3 après avoir enlevé le panneau arrière démontable. La roue de secours et la batterie sont placées dans des coffres extérieurs à gauche, bien accessibles et sans aucun contact possible avec la marchandise.
La mécanique est héritée de la Traction 7C, ainsi que la boîte de vitesses et le train avant à suspension par barres de torsion. Le train arrière est du type conventionnel avec de simples ressorts à lames semi-elliptiques. Toujours emprunté de la Traction, le système de freinage est entièrement hydraulique avec les tambours à six tocs de la 11 CV.
Le TUB est commercialisé le 5 juin 1939 au prix très élevé de 36 000 FRF. L'année suivante, le 13 février 1940, le service des mines homologue le 11-T série U. Le premier véhicule porte le numéro de série 950 001. Bien que les TUB 7 et 11 CV offrent la même charge utile de 1 020 kg, on peut les distinguer : le 7 CV ne possède qu'un seul essuie-glace côté conducteur, comporte un ourlet en tôle symbolisant un pare-chocs en bas de la carrosserie, dispose de deux orifices de remplissage d'essence, et d'une trappe lisse pour d'accès à la batterie, contrairement à celle du 11 CV qui est percée de quatre ouïes. Le TUB a été produit à 1.698 exemplaires.
Pendant la guerre, le 23 juin 1941, apparaît le Type 11-T série U-C ou TUC (« Traction Utilitaire de type C »). Quelques légères modifications le différencient du TUB, le plus important pour l'utilisateur, la charge utile passe de 1 020 à 1 200 kg. Il existe aussi en version sanitaire à usage militaire, le « TAMH ». Une petite centaine d'exemplaires TUB, modifiés par la société SOVEL, ont été équipés d'un moteur électrique. Le TUC n'a été fabriqué qu'à 50 unités en 1941.
Si l'engin est révolutionnaire, il est beaucoup trop cher pour être largement adopté par le marché et il comporte un grave défaut : son comportement routier à vide est pour le moins « délicat ». Le moteur placé en extrême porte à faux à l'avant faisait littéralement décoller le train arrière lors d'un simple freinage ! Très peu de ces curieux véhicules seront vendus, leur diffusion a été limitée par un prix excessif et la période de guerre à 1 748 unités entre 1939 et 1941.
Citroën tentera de relancer le TUC à l'après-guerre. Il a été représenté en 1946 au premier salon d'après-guerre mais il ne sera jamais remis sur le marché. Citroën attendra 1948 pour remplacer le TUB par le Type H. Pendant l'occupation allemande, le bureau d'études à eu tout le loisir de reprendre le concept à zéro. Le TUB étant un utilitaire beaucoup trop sophistiqué, les ingénieurs ont conçu un véhicule plus simple, le fameux Type H.
En 2019, on ne connait qu'une petite dizaine d'exemplaires survivants du TUB.

## Caractéristiques
- Voie avant : 1,48 m
- Voie arrière : 1,61 m
- Hauteur : 2,13 m
- Hauteur intérieure : 1,75 m

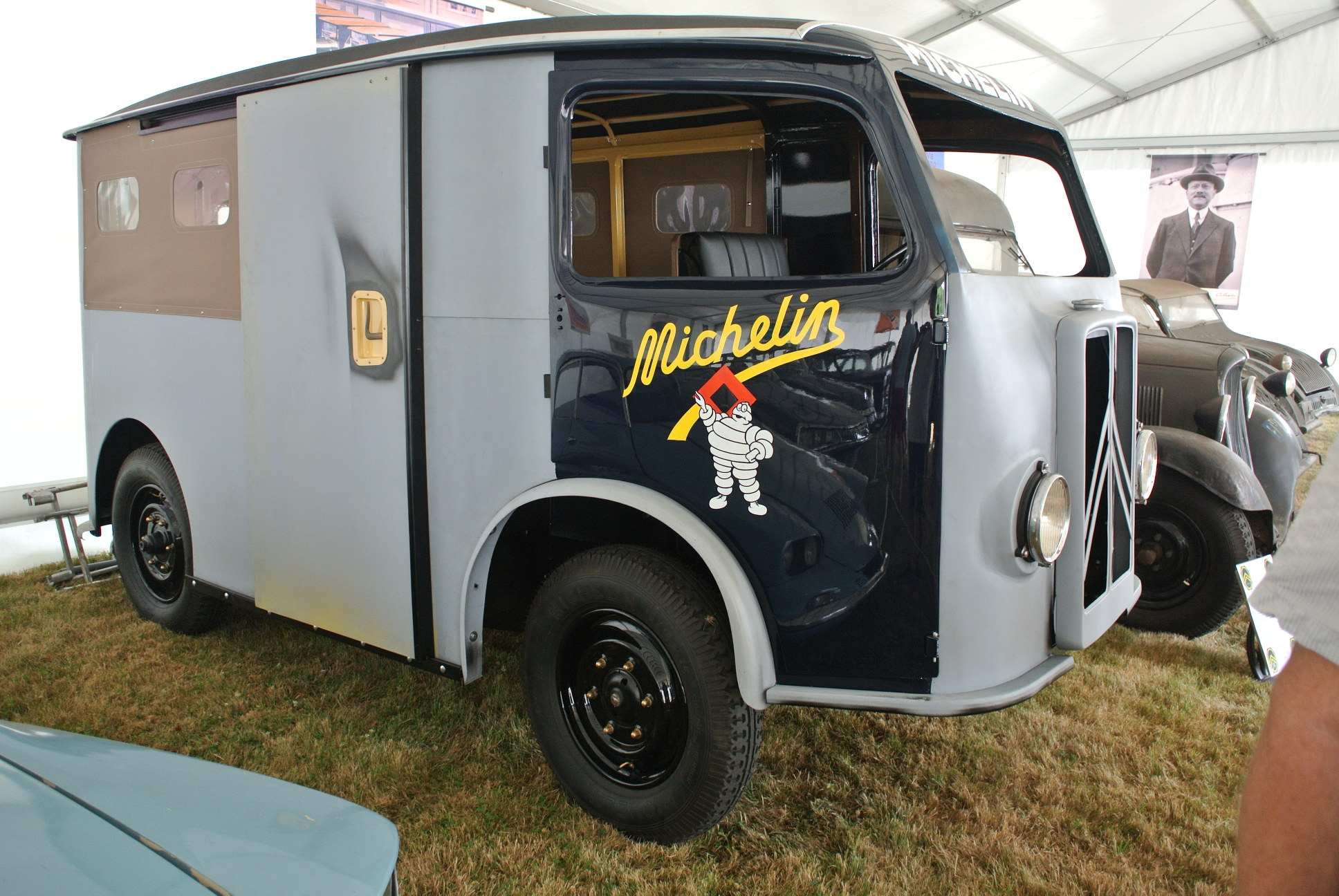
Citroën TUB présenté au rassemblement du centenaire en juillet 2019 à La Ferté-Vidame

- Longueur du plancher plat : 3,30 m
- Pneus : 16 x 45 ou 16 x 50
- Moteur et train AV de la traction 7 CV
- Suspension AV barres de torsion et AR lames semi-elliptique
- Volume utile : 7 m³
- Poids à vide : 1 330 kg (TUB), 1 380 kg (TUC)

## Concept-car Tubik
En 2011, Citroën dévoile un prototype appelé Tubik en référence au style du TUB et du Type H. Monospace futuriste de 4,80 m de long et 2,08 m de large propulsé par la motorisation hybride Diesel de la Peugeot 3008 il peut accueillir neuf personnes dans un habitacle très modulaire où la banquette centrale peut se transformer en lit ou en tablette de travail tandis que les deux sièges passagers avant basculent pour faire face aux passagers arrière.